# Kylämäjärvi
Kylämäjärvi är en sjö i kommunen Kuhmois i landskapet Mellersta Finland i Finland. Sjön ligger 127 meter över havet. Arean är 77 hektar och strandlinjen är 9,44 kilometer lång. Sjön  ingår i Kymmene älvs huvudavrinningsområde.   Den ligger omkring 75 kilometer sydväst om Jyväskylä och omkring 160 kilometer norr om Helsingfors. 